# James Alexander Phillips
James Alexander Phillips (* 13. Mai 1984) ist ein walisischer Badmintonspieler. 

## Karriere
James Phillips wurde 2008 erstmals nationaler Titelträger in Wales. Weitere Titelgewinne folgten 2010 und 2012. Außerhalb seiner Heimat siegte er 2010 bei den Croatian International. 2006 und 2010 nahm er an den Badminton-Weltmeisterschaften teil.

## Sportliche Erfolge
| Saison | Veranstaltung                | Disziplin    | Platz | Name                         |
| ------ | ---------------------------- | ------------ | ----- | ---------------------------- |
| 2004   | Estonian International       | Herrendoppel | 2     | Joe Morgan / James Phillips  |
| 2008   | Wales: Einzelmeisterschaften | Mixed        | 1     | James Phillips / Katy Howell |
| 2010   | Croatian International       | Herrendoppel | 1     | Joe Morgan / James Phillips  |
| 2010   | Wales: Einzelmeisterschaften | Herrendoppel | 1     | Joe Morgan / James Phillips  |
| 2010   | Kharkov International        | Herrendoppel | 3     | Joe Morgan / James Phillips  |
| 2012   | Wales: Einzelmeisterschaften | Herrendoppel | 1     | Nic Strange / James Phillips |